# ケイトリン・バハアコロ
ケイトリン・バハアコロ（Katelyn Vaha'akolo、2000年4月18日 - ）は、ニュージーランドの女子ラグビーユニオン選手。元ラグビーリーグ選手。

## プロフィール
- ニュージーランド・オークランド出身[1]。
- ポジションはウィング(WTB)。
- 身長 163cm、体重 72kg
- かつてはラグビーリーグ選手でラグビーリーグ女子ニュージーランド代表に選ばれたことがある[2]。
- 女子ニュージーランド代表キャップは6（2023年11月現在）。

## 略歴
2022年、女子ラグビーリーグ・ワールドカップ2021のラグビーリーグ女子ニュージーランド代表に選ばれた。

## 受賞歴
- ワールドラグビー女子15人制最優秀新人賞:2023年[4]